# John Drimmer
John Drimmer est un producteur, scénariste et réalisateur américain.

## Filmographie

### Comme producteur
- 1968 : 60 Minutes (série TV)
- 1986 : Hero in the Family (TV)
- 1992 : Battle in the Erogenous Zone (TV)
- 1999 : War Dogs: America's Forgotten Heroes (TV)
- 1999 : Medal of Honor (TV)
- 2000 : Without Warning (série TV)
- 2002 : Mysterious Worlds (série TV)
- 2002 : Travel Scams & Rip-Offs Revealed (série TV)
- 2004 : Forecast Earth
- 2003 : Critical Condition: Stories from the ER (série TV)
- 2003 : Coming Home (feuilleton TV)
- 2003 : The Last Mission (TV)
- 2004 : Intervention (TV)
- 2004 : Expeditions to the Edge (série TV)
- 2004 : Shot from the Sky (TV)
- 2005 : Untold Stories of the ER (série TV)
- 2005 : History Hogs (TV)
- 2006 : Guardian Angels, MD (série TV)

### Comme scénariste
- 1984 : Iceman de   Fred Schepisi
- 1986 : Hero in the Family (TV)
- 1992 : Battle in the Erogenous Zone (TV)

### Comme réalisateur
- 1984 : Histoires de l'autre monde ("Tales from the Darkside") (série TV)
- 1992 : Battle in the Erogenous Zone (TV)